# Mae bia
Mae bia (em tailandês:  แม่เบี้ย) é um filme da Tailândia de 2001 dos gêneros terror e romance. Foi dirigido por Somching Srisuparp e estrelado Napakpapha Nakprasitte e Akara Amarttayakul.

## Sinopse
Chanachol retornou recentemente para a Tailândia depois de viver no exterior, se inscrever para uma turnê e voltar a ter contato com a cultura tailandesa. Ele encontra-se atraído pela guia de turismo, Mekhala.
Entretanto, há vários problemas com a relação: Chanachol é casado e tem família, e Mekhala tem uma relação simbiótica com uma misteriosa cobra, e muitos dos seus pretendentes anteriores acabaram mortos.

## Elenco
- Napakpapha Nakprasitte - Mekahala
- Akara Amarttayakul - Chanachol
- Chotiros Kaewpinij - Mai Kaew
- Apinan Prasertwattankul - Poj
- Surang Sae-ung - Nuan
- Natsawas Mansap - Kosum